# شهرستان گارفیلد (مونتانا)
شهرستان گارفیلد، ایالت مونتانا (به انگلیسی: Garfield County, Montana) یک سکونتگاه مسکونی در ایالات متحده آمریکا است که در ایالت مونتانا واقع شده‌است.

## خصوصیات
شهرستان گارفیلد ۱۲٬۵۵۶٫۳۳ کیلومترمربع مساحت دارد.